# Trattato di Basilea (agosto 1795)
Il trattato di Basilea o pace di Basilea fu un trattato firmato il 28 agosto 1795, ossia l’11 fruttidoro III, dalla Francia della Convenzione termidoriana e dall’Assia-Kassel.
Il conte assiano, ritiratasi dalla guerra la Prussia sua protettrice, si affrettò a rinunciare ai pochi suoi terreni a sinistra del Reno prima che si concretizzasse la minaccia francese di sottrargli il suo intero principato.